# Piet Clijsen
Petrus Josephus Cornelius (Piet) Clijsen  (Tilburg, 29 maart 1909 - Eindhoven, 2 mei 1977) was een Nederlandse glazenier. Hij had vanaf het begin van de jaren veertig een glasatelier in Tilburg. De glas-in-loodramen die het atelier vervaardigde werden geplaatst in kerken, kapellen, bedrijven, openbare gebouwen en scholen.

## Leven en werk
Piet Clijsen werd op 29 maart 1909 geboren in Tilburg. Hij volgde in Tilburg de lagere school en op de Katholieke Leergangen Tilburg kreeg hij middelbaar onderwijs. Hij verwierf de aktes lager onderwijs tekenen (1929) en de aktes voor middelbaar onderwijs monumentale kunst en glasschilderen, decoratieve technieken en tekenen (1929). Vervolgens volgde hij praktijkopleidingen bij verschillende glazeniers en glas-in-loodbedrijven.
In 1937 trouwde hij met Maria van Belkom (1910-1990). Zij brachten een gezin met zes kinderen groot, onder wie kunstenaars Joos Clijsen (1942-2005) en Peter Clijsen (1948).
Sinds 1938 was Piet Clijsen werkzaam als glazenier in Tilburg met een eigen atelier voor het ontwerpen en uitvoeren van opdrachten. Zijn eerste atelier bevond zich aan de Lange Nieuwstraat 59 (1938-1946). Daarna verhuisde zijn atelier naar de Locomotiefstraat 14 (1946-1960) en ten slotte naar de Johannes van Oisterwijkstraat (1960-1972).
In Tilburg maakte Clijsen ramen voor de vroegere Broekhovense kerk II, de Besterdse kerk, de Margharita Mariakerk, de Goirkese kerk en het Sint Odulphuslyceum. Tevens plaatste hij glas-in-loodramen in het Paleis-raadhuis ter herinnering aan het afscheid van burgemeester Jan van de Mortel en aan de pokkenepidemie.
Clijsen exposeerde onder meer in het Provinciehuis in Den Bosch (1949-1950) en met een reizende tentoonstelling van Brabantse glazeniers (1954).
Tevens was hij leraar tekenen voor het middelbaar onderwijs op de Ambachtsschool in Tilburg (van 1939 tot 1952), het Catharinalyceum te Eindhoven (van 1953 tot 1962) en het Odulphuslyceum Tilburg (van 1962 tot 1973).
Vanaf 1952 werkte hij samen met Hamers Export Tilburg voor opdrachten uit de Verenigde Staten en overzeese gebiedsdelen. Hij werkte ook samen met het Glasbewerkingsbedrijf Brabant, atelier Flos uit Steyl, en Mijnsbergen uit Bergen op Zoom. Ramen van Clijsen zijn buiten Nederland onder meer geplaatst in Canada, Verenigde Staten, Tanzania en op Curaçao .

#### Overig werk
Naast zijn werk als glazenier en tekenleraar was Clijsen als vormgever actief in kleinere projecten. Zo ontwierp hij onder meer beeldengroepen voor de levensgrote kerststal van de parochie Besterd en maakte hij decors en affiches voor onder andere de toneeluitvoering Galg der Glorie, geschreven door Jan Naaijkens voor het lustrumfeest van de parochie Besterd. Ook maakte hij tekeningen en kleine ontwerpen voor tijdschriftartikelen.

#### Vakbondswerk
Clijsen was lid van de R.K. Bond van Glazeniers en Glas-in-loodbedrijven en de sectie Beeldende kunsten van Algemene Katholieke Kunstenaarsvereniging (A.K.K.V.). Voorts was hij initiator en lid van de stichting Brabants Edelambacht (later overgaan in de Nieuwe Brabantse Kunst Stichting), waarin hij de belangen behartigde van de Brabantse kunstenaars.

#### Overlijden
In 1974 verhuisde hij naar Eindhoven, waar hij drie jaar later overleed. Schetsen, ontwerptekeningen, detailstudies en werktekeningen zijn door de erven beschikbaar gesteld aan het Regionaal Archief Tilburg.

## Werken
Aanvankelijk, rond de Tweede Wereldoorlog, werkte Clijsen in een stijl geïnspireerd door de Limburgse School met kunstenaars als Charles Eyck en Joep Nicolas. In de jaren vijftig ontwikkelde hij een robuuste stijl, die zich kenmerkte door het zoeken naar een grafische eenheid tussen brandschilderwerk, loodlijnen en expressionistisch kleurgebruik.

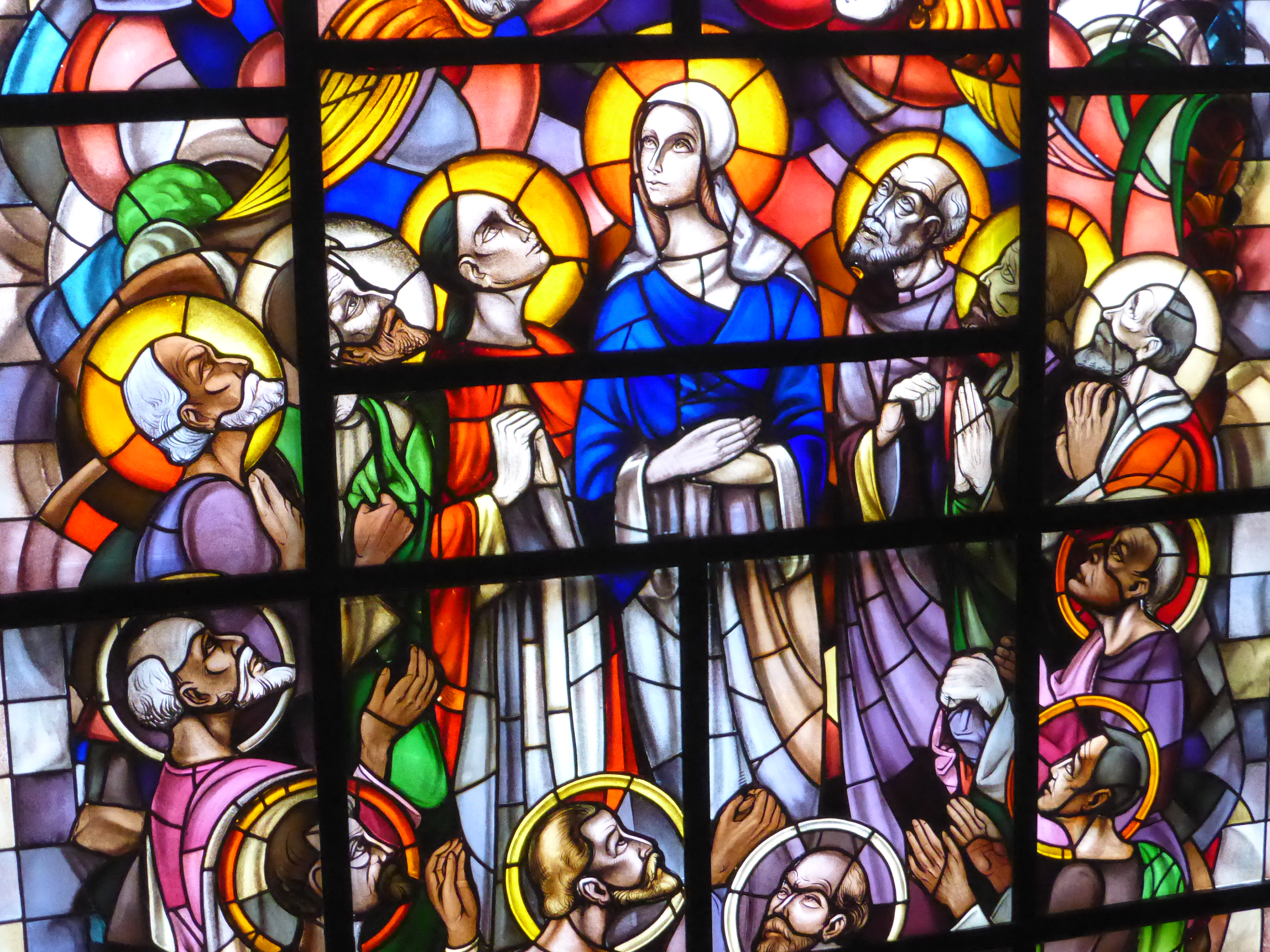
Raam H. Maagdkerk  (Theater de Maagd), Bergen op Zoom (1936)
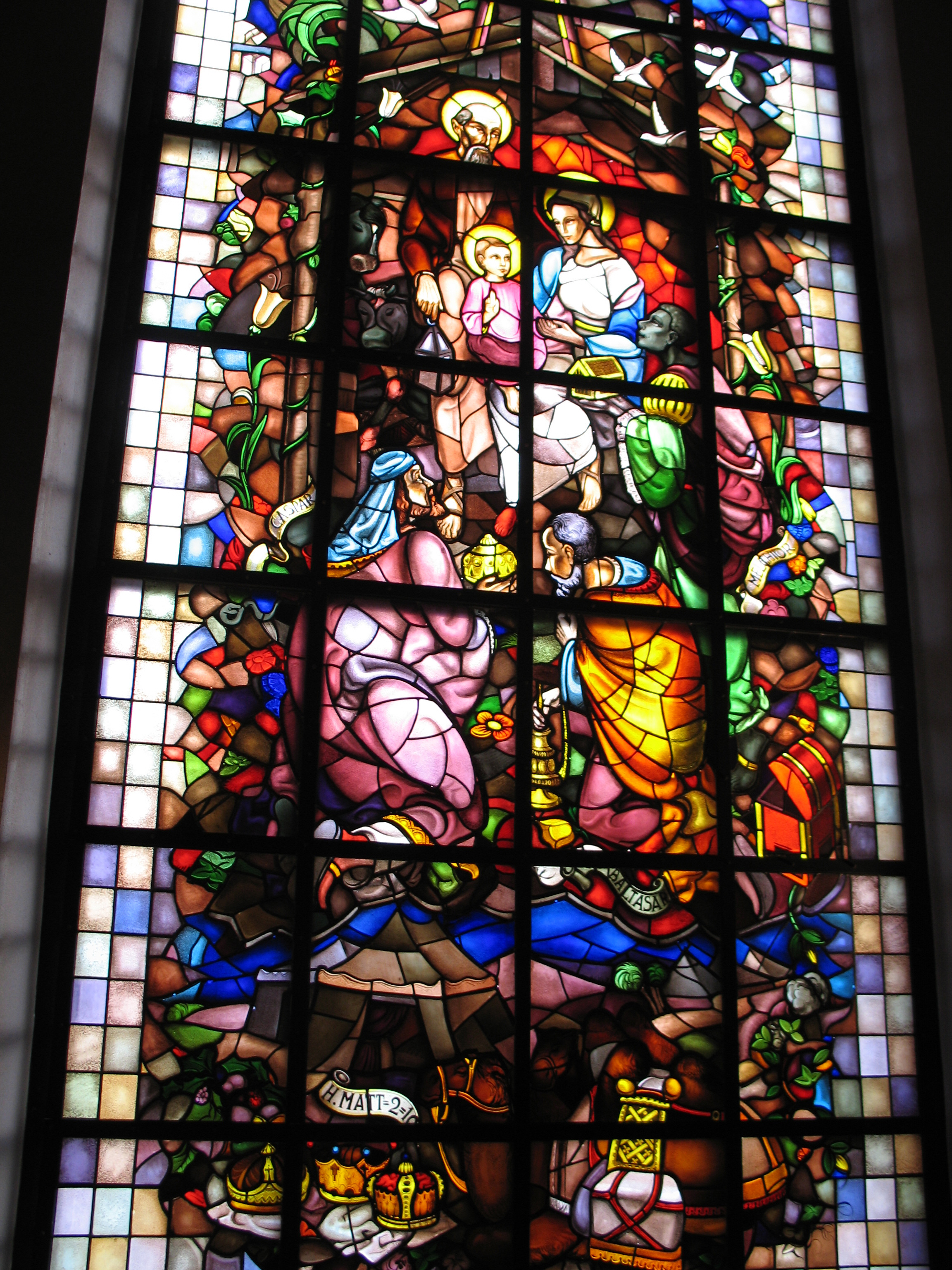
Raam H. Maagdkerk (Theater de Maagd), Bergen op Zoom (1936)
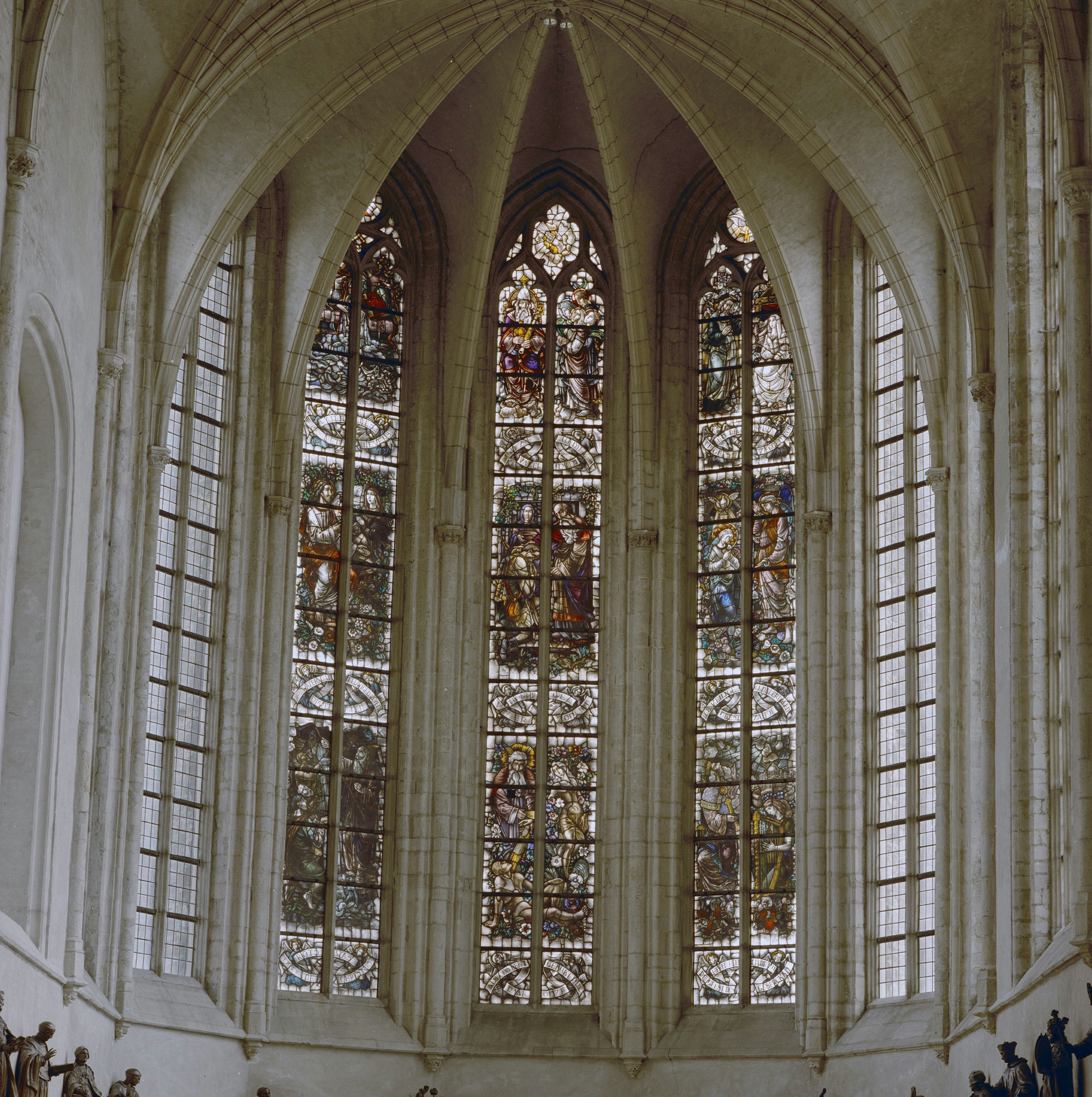
Priesterkoor Lambertus Kerk, Wouw (1951)
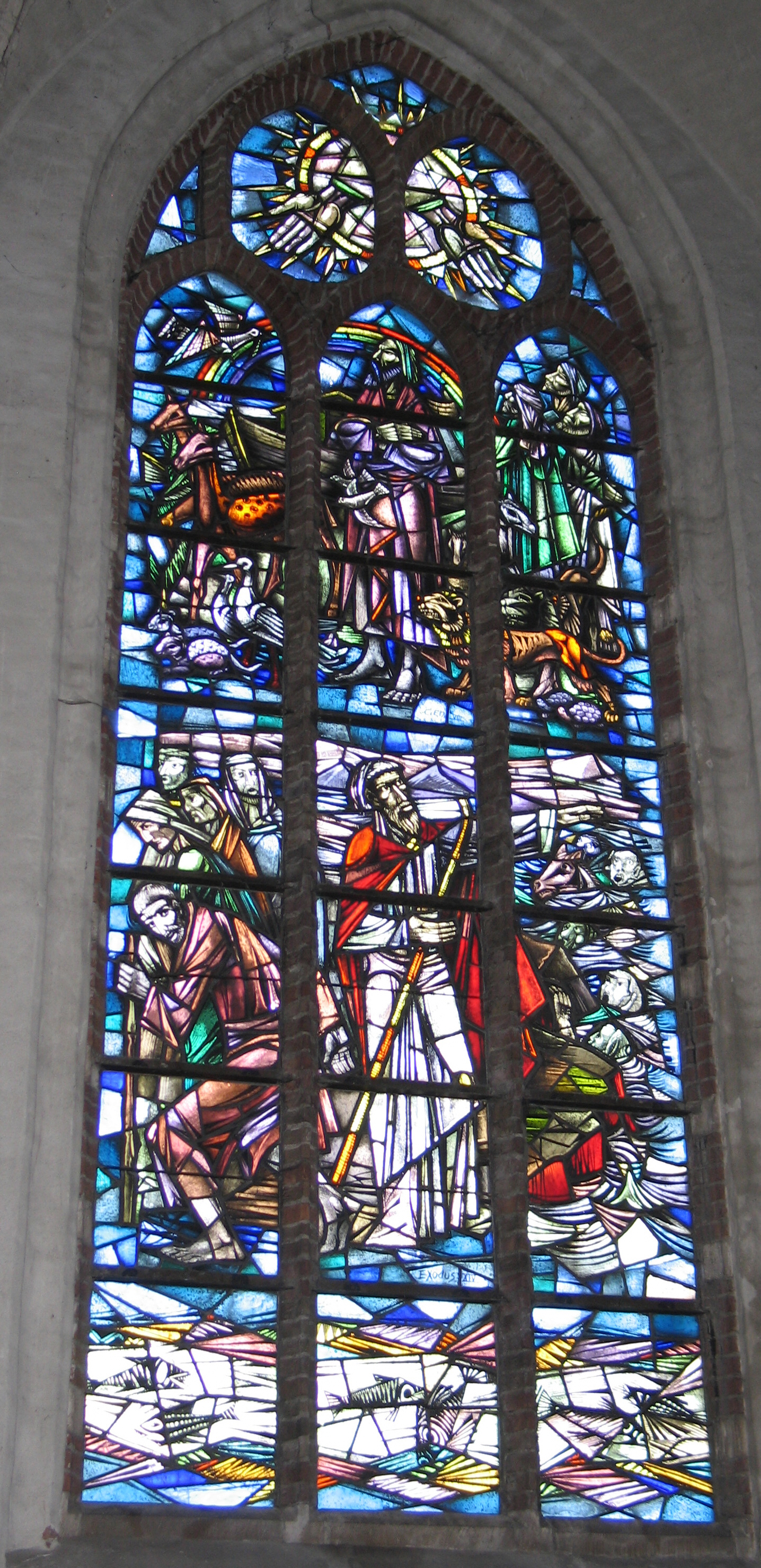
Raam Lambertuskerk, Wouw (1960)
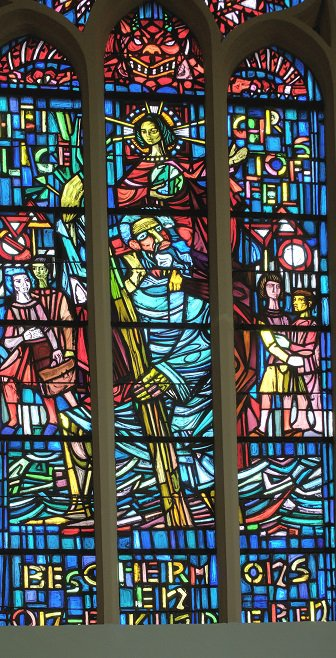
St Christoffelraam in de Oswalduskerk, Zeddam (1961)
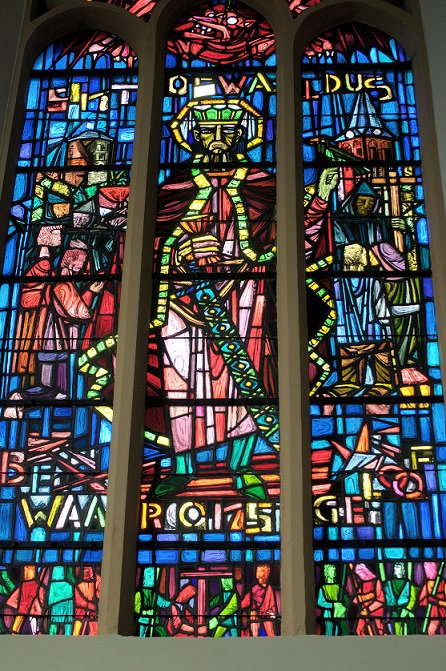
St Oswaldusraam in de Oswalduskerk, Zeddam (1961)
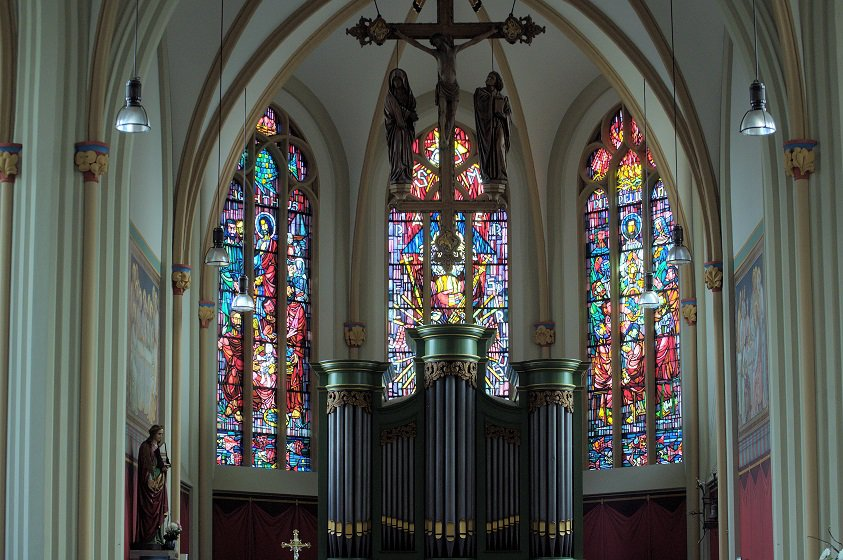
Ramen Priesterkoor in de Oswalduskerk, Zeddam (1961)